# River Witham
Der Witham ist ein ca. 132 km langer hauptsächlich von Süden nach Norden fließender Fluss, der fast ausschließlich in der Grafschaft (county) Lincolnshire in der Region East Midlands im Osten Englands verläuft. Südlich der Stadt Boston ändert er seinen Namen in The Haven und mündet nach etwa 10 km in die Nordsee.

## Verlauf
Der Witham entspringt in der Nähe der Ortschaft South Witham im Naturschutzgebiet Cribbs Meadow in der englischen Grafschaft Leicestershire in einer Höhe von ca. 133 m. Er durchfließt South Witham, North Witham und Grantham. Bei Waddington mündet der Brant als rechter Zufluss. In Lincoln ändert der Fluss seine Richtung und biegt nach Südwesten ab. In der Stadt zweigt im Brayford Pool genannten Binnenhafenbecken auch der Foss Dyke, ein schiffbarer Römerkanal zum Trent, einem Nebenfluss des Humber, ab. Auch wird das Wasser diverser Entwässerungskanäle aufgenommen. Östlich der Stadt verläuft der River Witham zuerst als begradigter schiffbarer Kanal, der sich nach der ausgebauten Strecke bei Bardney wieder mit dem Old River Witham vereinigt. In Boston mündet der South Forty Foot Drain in den Witham. Ab dort wird das Gewässer The Haven genannt, welches nach etwa 10 km in das Gezeitenbecken The Wash mündet. Kurz vorher wird noch das Wasser des Entwässerungskanals Hobhole Drain aufgenommen. Der Fluss ist von Lincoln bis Boston und dann weiter als The Haven bis in die Nordsee für kleine Schiffe und Freizeitboote schiffbar.
Die Flüsse Witham, Welland, Nene und Ouse bilden ein Überschwemmungsgebiet, das sich um die Meeresbucht The Wash ausbreitet. Es ist eine Moorlandschaft in Ostengland, das die Fens (= „die Sümpfe“) genannt wird.

## Geschichte

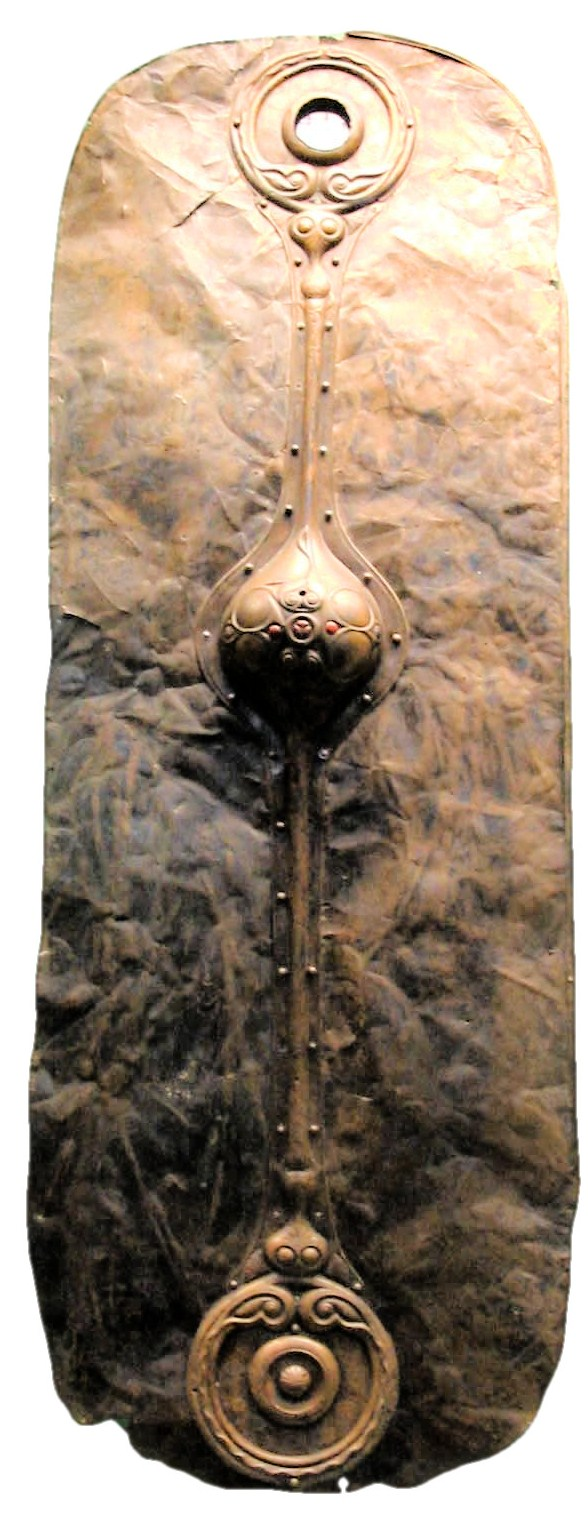
Der Witham-Schild

- Von der späteisenzeitlichen Besiedlung der Region zeugt der sogenannte Witham-Schild, der im Jahr 1826 in der Nähe des Dorfes Washingborough im Fluss gefunden wurde und heute im British Museum in London aufbewahrt wird.
- Auch zwei mittelalterliche Schwerter (Viking Sword und Knightly Sword) aus dem 10. bis 13. Jahrhundert wurden im 19. Jahrhundert im Witham gefunden.
- Die Flüsse Witham und Trent bei Torksey werden durch den 18 km langen Foss Dyke, auch Fossedyke genannt, miteinander verbunden. Er wurde um das Jahr 120 n. Chr. von den Römern im heutigen Lincolnshire errichtet und ist der älteste noch schiffbare Kanal in England.
- Die Flüsse Witham und Trent bildeten in der frühmittelalterlichen Zeit der Heptarchie die Grenzen des angelsächsischen Königreichs Lindsey oder Linnuis. Es lag zwischen dem Fluss Humber und dem Gezeitenbecken The Wash an der Ostküste Englands.